# 斯普林格峰
79°24′S 84°53′W / 79.400°S 84.883°W
斯普林格峰是南極洲的山峰，位於埃爾斯沃思地，屬於埃爾斯沃思山脈中赫里蒂奇嶺的一部分，海拔高度1,460米，根據美國地質調查局的測量和美國海軍的空中照片被繪入地圖。